# Liceo statale Duca degli Abruzzi
Il Liceo statale Duca degli Abruzzi è un istituto scolastico superiore presente a Treviso. Conta gli indirizzi: scientifico, scienze applicate, scienze umane, linguistico ed economico sociale.

## Storia
Il liceo viene fondato nel 1898 a Treviso, come Scuola normale femminile. Nel 1912 apre anche agli studenti maschi e nel 1913 l'istituto viene intitolato al filosofo Roberto Ardigò; in questo periodo, la scuola cambia spesso la propria sede, e nel 1923, in conseguenza della Riforma Gentile, la scuola normale si trasforma in un istituto magistrale. Nel 1933 si arriva all'intitolazione al Duca degli Abruzzi, da poco deceduto in Somalia. Dopo la seconda guerra mondiale, la scuola si trasferisce e nel corso dei decenni, soprattutto a partire dagli anni 1990, si arricchisce di numerosi indirizzi di studio.